# Конрад фон Бабенберг
Конрад фон Бабенберг (нем. Konrad von Babenberg) — рыцарь Тевтонского ордена, ландмейстер Тевтонского ордена в Пруссии в 1299 году.
Вероятней всего, являлся потомком древнего рода Бабенбергов, первой княжеской династии Австрии. Хроника Петра из Дусбурга не упоминает его в числе ландмейстеров Ордена (скорее всего, из-за слишком короткого пребывания в должности). В 1288—1289 годах был комтуром Ордена в Вюрцбурге и ландкомтуром Франконии.